# Kvinesdal

Vest-Agder megye elhelyezkedése Norvégiában.

Kvinesdal elhelyezkedése Vest-Agderben.

Kvinesdal község (norvégül kommune) Norvégia déli Sørlandet földrajzi régiójában, Vest-Agder megyében (fylke). Közigazgatási székhelye Liknes.
Területe 963 km², népessége 5 629 (2008. január 1-jén
Kvinesdal község 1838. január 1-jén jött létre (lásd: formannskapsdistrikt). 1900-ban kivált belőle Feda, 1963-ban azonban visszaolvadt, amikor Fjotland község is ismét Kvinesdal része lett (korábban egyszer, 1841 és 1858 között már Fjotland is volt Kvinesdal része).
Hosszúkás alakú község, amely délen a Skagerrak partjától messze benyúlik a szárazföldbe. A tengernél a községbe nyúlik a Fedafjord. Északra szűk völgyek uralják a tájképet és ezekben helyezkednek el a kis falvak. Knabennél, amely népszerű síelőközpont, elhagyott bányák vannak. Kvinesdal kicsiben egyesíti az ország földrajzi vonásait, ezért emlegetik „Kis-Norvégia” becenéven is.

## Neve
Nevének óészaki alakja Hvínisdalr. Az összetett szó előtagja a Hvínir fjordnév genitibusa (mai neve Fedafjorden). Az utótag a „völgy” jelentésű dalr. A fjord régi neve a Hvín folyónévből eredt (ma Kvina), amely pedig a „visít, rikolt” jelentésű hvína igéből ered.
1900 és 1917 között a község neve Liknes volt.

Kvinesdal címere.

## Címere
A község címere 1985-ben született. Két folyó, a Kvina és a Litleåna találkozását jelképezi.

## Földrajza
Kvinesdal nyugati szomszédai Flekkefjord és Sirdal községek, keleten Åseral és Hægebostad, délen Lyngdal és Farsund. Északon egy kis szakaszon határos az Aust-Agder megyei Byglanddal is.
A Kvina folyó lazacairól híres, a lazachorgászat népszerű a folyónál.
Kvinesdal közepén két völgy találkozik: nyugaton a Kvina völgye, a Vesterdalen, keleten pedig az Austerdalen, amelyen a Litleåna halad keresztül, mielőtt beleömlik a Kvinába.

## Lakói
Kvinesdal lakóinak mintegy tíz százaléka amerikai. A község minden évben ünnepen emlékezik meg a nagyszámú helyi lakosra, akik az Egyesült államokba vándoroltak ki.

## Gazdasága
Kvinesdal gazdaságában fontos szerepet tölt be a turizmus. A helyi Rafiss Hotell azzal büszkélkedik, hogy vendégül látta Roald Dahlt is.
Fontos helyi munkaadó az oslói székhelyű Tinfos holding.

## Külső hivatkozások
- Kvinesdal község honlapja (norvégül)
- Webkamera Kvinesdalból Archiválva 2016. március 3-i dátummal a Wayback Machine-ben
- Turist Information
- Kvinesdal Golf Club
- Kvinesdal Rock Festival